# Кругляк Олексій Григорович
Олексі́й Григо́рович Кругля́к (9 грудня 1975) — український фехтувальник, олімпієць.

## Виступи на Олімпіадах
| Олімпіада   | Дисципліна            | Місце |
| ----------- | --------------------- | ----- |
| Сідней 2000 | рапіра, індивідуальні | 31    |
| Сідней 2000 | рапіра, командні      | 5     |